# 林登·弗恩斯
林登·弗恩斯（英語：Lyndon Ferns，1983年9月24日—），南非男子游泳运动员。他曾代表南非参加2004年和2008年夏季奥林匹克运动会游泳比赛，其中2004年奥运会获得一枚金牌。